# Kleine Marktstraße

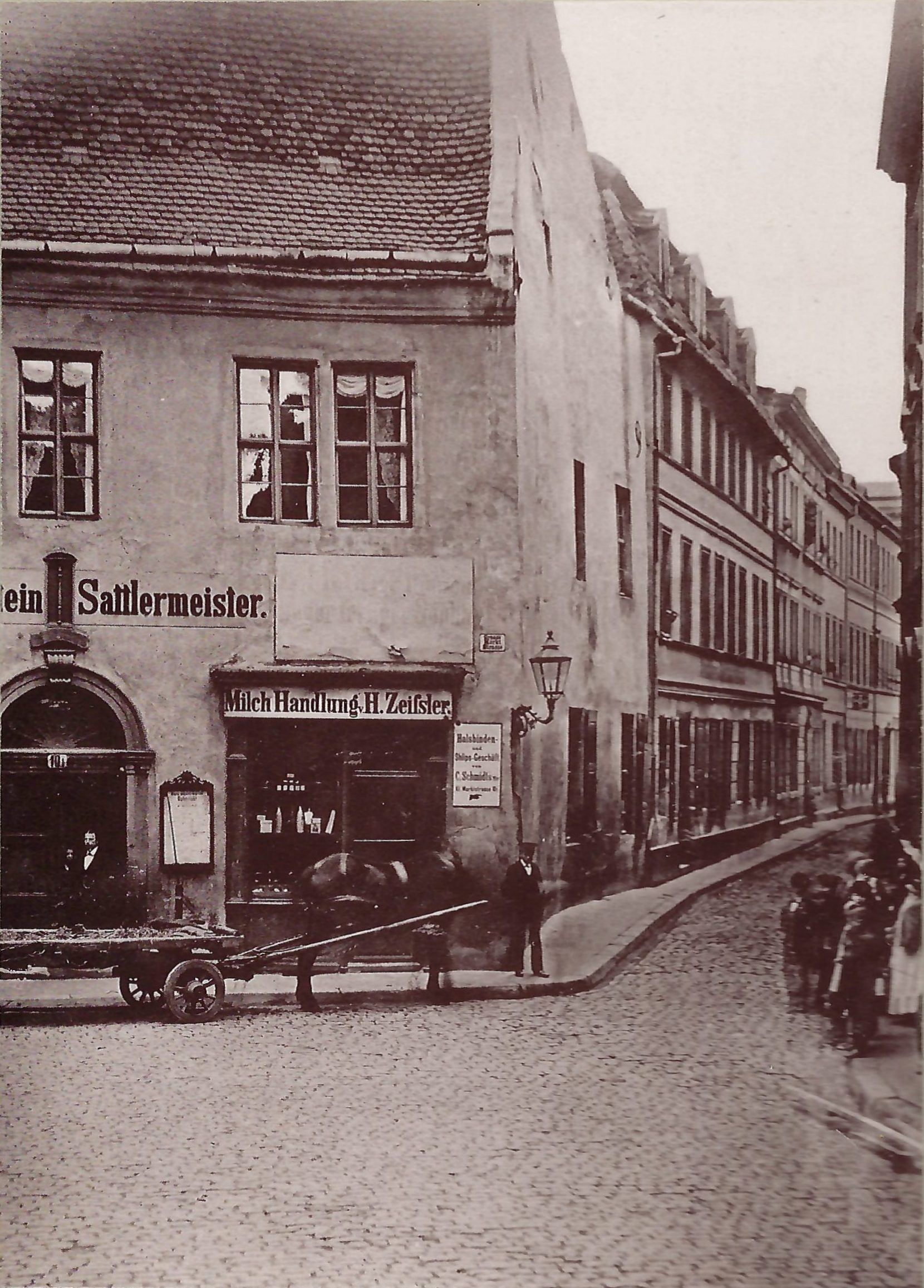
Abzweigung der Kleinen Marktstraße von der Großen Marktstraße, vor Abriss des Eckhauses Zum goldenen Zepter 1882

Die Kleine Marktstraße war eine Straße in Magdeburg im heutigen Sachsen-Anhalt. Nach Zerstörungen im Zweiten Weltkrieg wurde die Straße aufgegeben.

## Lage und Verlauf
Die Straße befand sich im östlichen Teil der Magdeburger Altstadt, nördlich des Rathauses Magdeburg. Sie zweigte ursprünglich etwa mittig nach Osten von der Großen Marktstraße ab und verlief von dort weiter in östliche Richtung, bis sie auf die Stephansbrücke traf. Nach Durchbruch der Jakobstraße etwa 1886 begann sie dann erst östlich der Jakobstraße.
Die Hausnummerierung verlief ursprünglich von der Nummer 1 an der südwestlichen Ecke nahe der Großen Marktstraße auf der Südseite aufsteigend nach Osten bis zur Nummer 6 nahe der Stephansbrücke. Auf der Nordseite befanden sich die Nummern 7 und 8. Der westlichste Teil der Nordseite gehörte zum Eckhaus Zum goldenen Zepter (Große Marktstraße 10). Nach Anlage der Jakobstraße erfolgte eine neue Nummerierung. Die Nummer 1 (alte Nummer 4) lag an der südwestlichen Ecke zur Jakobstraße, nach der Nummer 3 folgte die Stephansbrücke. Die Nummern 4 und 5 (alt 7 und 8) lagen auf der Nordseite.
Im westlichen Teil des Verlaufs der Kleinen Marktstraße befindet sich heute (Stand 2023) die nordöstlichste Spitze der Grünfläche nördlich des Alten Rathauses. Daran schließt sich die breite Verkehrsfläche der Jakobstraße an. Der östliche Teil ist mit einem quer zur ehemaligen Kleinen Marktstraße stehenden Wohnblock in Plattenbauweise überbaut.

## Geschichte
Ursprünglich wurde einheitlich der Name Marktstraße verwendet. Eine erstmalige Unterscheidung zwischen Marktstraße und Kleiner Marktstraße ist aus dem Jahr 1632 überliefert, wobei noch bis 1807 die Verwendung uneinheitlich blieb. Mit der Einführung der Hausnummerierung war dann die Unterscheidung in Großer und Kleiner Marktstraße etabliert. Die Kleine Marktstraße ging in der Mitte der Großen Marktstraße von einer platzartigen Erweiterung ab. Mit dem Durchbruch der Jakobstraße im Jahr 1886 verschwand der Platz.
Während des Zweiten Weltkriegs wurde die Magdeburger Innenstadt und dabei auch der Bereich der Kleinen Marktstraße schwer zerstört. In der Zeit der DDR erfolgte ein Wiederaufbau der Innenstadt, der sich in weiten Teilen nicht an die historische Stadtstruktur hielt. Die Kleine Marktstraße wurde dabei aufgegeben und mit Grün- und Verkehrsflächen sowie einem Wohnhausbau an der Jakobstraße überbaut.

## Historische Häuser der Kleinen Marktstraße
| Hausnummer            | Name               | Bemerkungen | Gewerbliche Nutzung vor der Zerstörung | Bild |
| --------------------- | ------------------ | --- | -------------------------------------- | ---- |
| 1 (alt)               | Zum fliegenden Roß | Ursprünglich hieß das Haus Zum weißen Lamm. Später etablierte sich Zum fliegende Roß oder Zum fliegenden Pferd. Im Jahr 1613 und noch bis 1615 führte hier Andreas Betzel eine Druckerei. 1651 war sein Sohn, der Schiffer Johann Betzel Eigentümer. Das Grundstück lag, wohl infolge der Zerstörung der Stadt im Jahr 1631, lange Zeit wüst. Für 1699 ist dann wieder ein Haus des Bierspünders Lorenz Kniestedt erwähnt. Seine Witwe war von 1721 bis 1730 Eigentümerin. |                                        |      |
| 2 (alt) und 3 (alt)   |                    | 1631 gehörten beide Häuser Klaus Schechtings (auch Schlechtings). Von ihm erbte die Häuser die Witwe von Hans Andreas, die ihrerseits 1647 an den Kaufmann Peter Hörnecke vererbte. Wohl infolge der Zerstörung der stadt im Jahr 1631 lagen beide Stätten lange Zeit wüst. Ein dann auf beiden Grundstücken errichtetes Haus veräußerte der Karrenführer Christoph Strecke 1703 für 160 Taler an den Schönfärber Daniel Mart. Schon 1704 gehörte es jedoch seiner Witwe. In den Jahren 1711 und 1718 wurde Samuel Dymini als Eigentümer genannt. Nach dem Durchbruch der Jakobstraße 1886 gehörte ein restlicher Teil des Grundstücks zur Jakobstraße 3. |                                        |      |
| 1 (alt 4)             |                    | In den Jahren 1631 und 1651 war die Witwe von Klaus Stölting Eigentümerin. Auf sie folgte ihr Schwiegersohn Andreas Dorheim, der die Stelle an den Brauknecht Peter Asmus veräußerte. Asmus bebaute das Grundstück neu. Das Haus gehörte 1683 dem Bierspünder Kurt Köhn. 1703 veräußerte seine Witwe das Gebäude für 240 Taler an Joachim Stein, der bis 1732 Eigentümer blieb. |                                        |      |
| 2 (alt 5)             |                    | Joachim Dreyer war 1631 und 1651 Eigentümer des Hauses. 1683 wurden eine Erben als Eigentümer geführt. Zu diesem Zeitpunkt war das Grundstück lediglich mit einer unbebauten Hütte bebaut. Im Jahr 1719 veräußerte der Arbeiter Joachim Stein das Haus für 250 Taler an den Bierspünder Adam Traffehn, der bis 1746 Eigentümer blieb. |                                        |      |
| 3 (alt 6)             |                    | 1631 war Franz Volgunst Eigentümer des Hauses, 1651 dann Rudolf Becker. Im Jahr 1683 gehörte es Martin Nohr. Die Stelle wurde dann 1687 für 15 Taler von der Kämmerei an den Karrenführer Johann Kaiser. Kaiser bebaute das Grundstück neu und wurde zuletzt 1697 erwähnt. 1719 gehörte das Gebäude dann als Seitenhaus zum Gildehaus der Schneider (Stephansbrücke 34). |                                        |      |
| 4 und 5 (alt 7 und 8) |                    | Gehörten mit zur Stephansbrücke 33. |                                        |      |